# سعة حرارية

السعة الحرارية أو التحميل الحراري مصطلح من علم الديناميكا الحرارية يرمز له عادة ب C.
وهي قيمة تبين مدى قابلية جسم ما لتخزين الطاقة الحرارية. حيث ترمز C لقيمة الطاقة الحرارية Q التي يجب إمداد جسم أو نظام ما بها لرفع درجة حرارته درجة مئوية واحدة. وعلى هذا الأساس فإن وحدة التحميل الحراري هي الجول لكل كلفن. بالنسبة للمواد الصلبة والسوائل لاتختلف السعة الحرارية عند ضغط ثابت عن تلك المقاسة عند حجم ثابت. أما بالنسبة للغازات فنميز بين السعة الحرارية عند ضغط ثابت، والسعة الحرارية عند حجم ثابت، حيث تتمدد الغازات كثيرا بالحرارة:
- السعة الحرارية عند حجم ثابت:{\displaystyle C_{V}=\left({\frac {\partial U}{\partial T}}\right)_{V}}
- السعة الحرارية عند ضغط ثابت: {\displaystyle C_{P}=\left({\frac {\partial H}{\partial T}}\right)_{P}}

هذا هو التعريف الترموديناميكي للحرارة النوعية لغاز حيث تعني U الطاقة الداخلية للمادة، أما في حالة ثبات الضغط فتعني H إنثالبي المادة (وهي طاقة أعم من الطاقة الداخلية). وطبقا لهذا التعريف تكون السعة الحرارية هي معدل تغير الطاقة الداخلية للمادة بتغير درجة الحرارة، أو معدل تغير إنثالبي المادة بتغير درجة الحرارة (انظر معادلة الحالة).

## السعة الحرارية للماء
تختلف السعة الحرارية لمادة عند درجات حرارة مختلفة. فعلى سبيل المثال نجد السعة الحرارية للماء عند درجة حرارة 20 درجة مئوية تختل طفيفا عنها عند درجة حرارة 15 مئوية:
- ماء عند 20 °C: {\displaystyle c=4{,}190~\mathrm {kJ/(kg\,K)} }
- ماء عند 15 °C: {\displaystyle c=4{,}186~\mathrm {kJ/(kg\,K)} }

وهكذا فهي تختلف بين درجة الصفر المئوي إلى 100 مئوية. عند الصفر المئوي تسود حرارة الانصهار أي تحول الثلج إلى ماء وعند 100 درجة مئوية للماء تسود درجة الغليان.
لكي ينصهر الثلج ويتحول إلى ماء فهو يحتاج لامتصاص حرارة من الخارج، ويظل يمتص حرارة من الخارج عند درجة حرارة ثابتة وهي الصفر المئوي حتى يتحول الثلج إلى ماء. تلك هي «حرارة الانصهار» وهي تعادل 333 كيلوجول/كيلوجرام . بعد ذلك يمتص حرارة بمقدار سعته الحرارية فترتفع درجة حرارة الماء من الصفر المئوي إلى 1 درجة مئوية، ثم 2 ثم 3 درجة مئوية وهكذا. وطبقا لمعادلتنا أعلاه فلا بد له من أن يكتسب حرارة قدرها: {\displaystyle c=4{,}190~\mathrm {kJ/(kg\,K)} }
لترتفع درجة حرارته من 20 إلى 21 درجة مئوية، وهكذا حتى نصل إلى درجة الغليان. وعند درجة الغليان تسود حرارة التبخر وهي كمية الحرارة الأزمة لتحويل 1 جرام من الماء إلى بخار، وهي تساوي للماء تقريبا 2260 كيلو جول/كيلوجرام.

## السعة الحرارية المولية
يجب التفرقة بين المصطلحات الآتية:
- الحرارة النوعية {\displaystyle c}, وهي تقاس بالنسبة لوحدة الكتلة(عادة الكيلوجرام) {\displaystyle [c]=\mathrm {\tfrac {J}{kg\cdot K}} }
- السعة الحرارية المولية  {\displaystyle C_{\mathrm {mol} }}), وتقاس لكمية 1 مول من المادة {\displaystyle [C_{\mathrm {mol} }]=\mathrm {\tfrac {J}{mol\cdot K}} }
- عدد السعة الحرارية s , وهو يُقاس بالنسبة لوحدة الحجم من المادة (عادة للمتر مكعب) {\displaystyle [s]=\mathrm {\tfrac {J}{m^{3}\cdot K}} }

## السعة الحرارية للمواد الصلبة
| المادة   | درجة ديباي كلفن |
| -------- | --------------- |
| ألمونيوم | 426 K           |
| مغنسيوم  | 406 K           |
| الحديد   | 464 K           |
| النحاس   | 345 K           |
| القصدير  | 195 K           |
| الرصاص   | 96 K            |

ينطبق قانون دولون-بتي للحرارة النوعية على المواد الصلبة للفلزات الثقيلة في درجات الحرارة العالية، حيث يعطي سعة حرارية مولية ثابتة قدرها {\displaystyle C_{\mathrm {mol} }=3R\approx 25\mathrm {J/(mol\cdot K)} } للمادة الصلبة، حيث R هو ثابت الغازات العام.
ولكن نموذج دولون-بتي يفشل في حساب السعة الحرارية للمواد الصلبة في درجات الحرارة المنخفضة. وفشل كذلك نموذج أينشتاين ولكن نجح في ذلك نموذج ديباي وهو يبدي اعتمادا للسعة الحرارية على درجة الحرارة في درجات الحرارة المنخفضة بالعلاقة {\displaystyle T^{3}}.
وطبقا لنموذج ديباي تعتمد السعة الحرارية المولية لمادة صلبة على خاصية للمادة تسمى «درجة ديباي» {\displaystyle \Theta _{\mathrm {D} }}.

{\displaystyle c_{V}(T)=9R\cdot \left({\frac {T}{\Theta _{\mathrm {D} }}}\right)^{3}\int _{0}^{\frac {\Theta _{D}}{T}}{\frac {x^{4}\cdot \mathrm {e} ^{x}}{\left(\mathrm {e} ^{x}-1\right)^{2}}}\mathrm {d} x}
سبق نموذج ديباي نموذج لأينشتاين ولكن اتضح أن نموذج أينشتاين لا يعطي قيما تتفق مع القياسات. والفرق بين النموذجين هو أن أينشتاين اعتبر أن الذرات في المادة تهتز بنفس تردد واحد، بينما اعتبر نموذج ديباي أن الذرات في المادة يمكن أن تهتز بترددات مختلفة، وأتى هذا النموذج بالصيغة النظرية الحقيقية التي تتفق مع التجربة وعلى الأخص في درجات الحرارة المنخفضة.

## السعة الحرارية لغاز مثالي
العلاقة بين السعة الحرارية عند ثبات الضغط {\displaystyle C_{p}}
والسعة الحرارية عند ثبات الحجم {\displaystyle C_{V}}.
على الأخص في الغازات تعتمد السعة الحرارية على الظروف المحيطة. ولهذا نفرق بين السعة الحرارية عند ثبات الضغط Cp وبين السعة الحرارية للغاز عند ثبات الحجم CV.
فعند ثبات الحجم يحدث تغير الحالة عن طريق إمداد الغاز بحرارة من الخارج فتعمل على ارتفاع درجة حرارة الغاز، وهذا معناه زيادة طاقة حركة جزيئات الغاز. أما في حالة إمداد الغاز بحرارة من الخارج مع المحافظة على ثبات الضغط فنجد أن الغاز يقوم بأداء شغل حيث يزداد حجم الغاز. ويحدث ذلك بسبب تمدد الغاز تحت وقع الحرارة وبسبب محافظتنا على ثبات الضغط.
أي أنه في حالة ثبات الضغط يستهلك جزء من الحرارة التي تمد بها الغاز من الخارج في أداء شغل حجمي. لذلك لا بد من إمداد الغاز بكمية أكبر من الحرارة في حالة ثبات الضغط لرفع درجة حرارته درجة واحدة عن كمية الحرارة الواجدب إمدادها للغاز في حالة ثبات الحجم لرفع درجة حرارته درجة واحدة.
بانسبة لغاز مثالي تنطبق المعادلة:
{\displaystyle \,C_{p}=C_{V}+N\,k_{B}=C_{V}+n\,R}
حيث :
{\displaystyle N} عدد الجسيمات ,
{\displaystyle k_{B}} ثابت بولتزمان,
{\displaystyle n} كمية المادة بالمول ،
{\displaystyle R=N_{A}\,k_{B}} ثابت الغازات العام.
بالنسبة لواحد مول من الغاز تنطبق المعادلة:
{\displaystyle \,C_{mol,p}=C_{mol,V}+R}.
مـــــثال : 
قياسات أجريت على غاز الهيدروجين ({\displaystyle H_{2}}) عند 20 درجة مئوية وضغط جوي 1,013 بار:
- مع المحافظة على ثبات الضغط: {\displaystyle c_{p}=14{,}24\,\mathrm {kJ/(kg\,K)} }
- عند المحافظة على ثبات الحجم: {\displaystyle c_{V}=10{,}1\,\mathrm {kJ/(kg\,K)} }

نجد اختلافا طفيفا في الفرق بين القيمتين المقاستين عمليا والقيمتين المحسوبتين نظريا :
{\displaystyle c_{p}-c_{V}=4{,}14\,\mathrm {kJ/(kg\,K)} } بدلا من {\displaystyle c_{p}-c_{V}={\tfrac {R}{M}}=4{,}124\,\mathrm {kJ/(kg\,K)} }
بسبب أن الهيدروجين ليس غازا مثاليا بنسبة 100%.

## معامل ثبات الاعتلاج
يعرف معامل ثبات الاعتلاج لغاز مثالي بأنه حاصل قسمة السعة الحرارية المولية عند ثبات الضغط مقسوما على السعة الحرارية المولية عند ثبات الحجم:
{\displaystyle \kappa ={\frac {C_{p}}{C_{V}}}={\frac {C_{mol,p}}{C_{mol,V}}}}
فإذا كان معامل ثبات الاعتلاج {\displaystyle \kappa } معروفا فيمكننا حساب السعتين الحراريتين لغاز مثالي من المعادلة:
{\displaystyle C_{mol,p}-C_{mol,V}=R}
ومن العلاقات التالية:
{\displaystyle \kappa ={\frac {C_{p}}{C_{V}}}\quad \Rightarrow \quad C_{V}={\frac {C_{p}}{\kappa }}\quad \Rightarrow \quad R=C_{p}-C_{V}=C_{p}-{\frac {C_{p}}{\kappa }}=C_{p}\left(1-{\frac {1}{\kappa }}\right)\quad \Rightarrow \quad C_{p}={\frac {\kappa \,R}{\kappa -1}}}
حيث R ثابت الغازات العام.
يهتم الكيميائيون والمهندسون الميكانيكيون بمعامل ثبات الاعتلاج «كابا» {\displaystyle \kappa } (أو نسبة السعتين الحراريتين المعنيتين) حيث له تأثير كبير على انضغاط غاز. ويمكن عن طريقة تعيين مقدار الشغل الميكانيكي الذي يمكن اكتسابه من نظام ترموديناميكي معين (انظر معامل ثبات الاعتلاج).